# Grigorij Kotowski

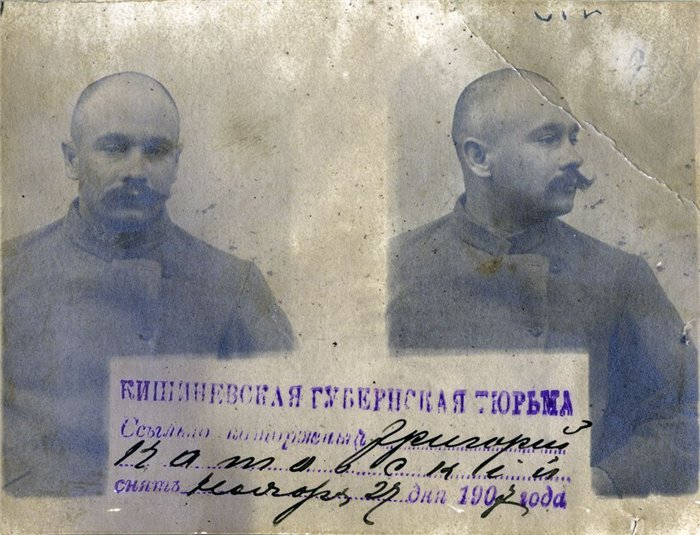
Karta więzienna Kotowskiego z 1907 roku

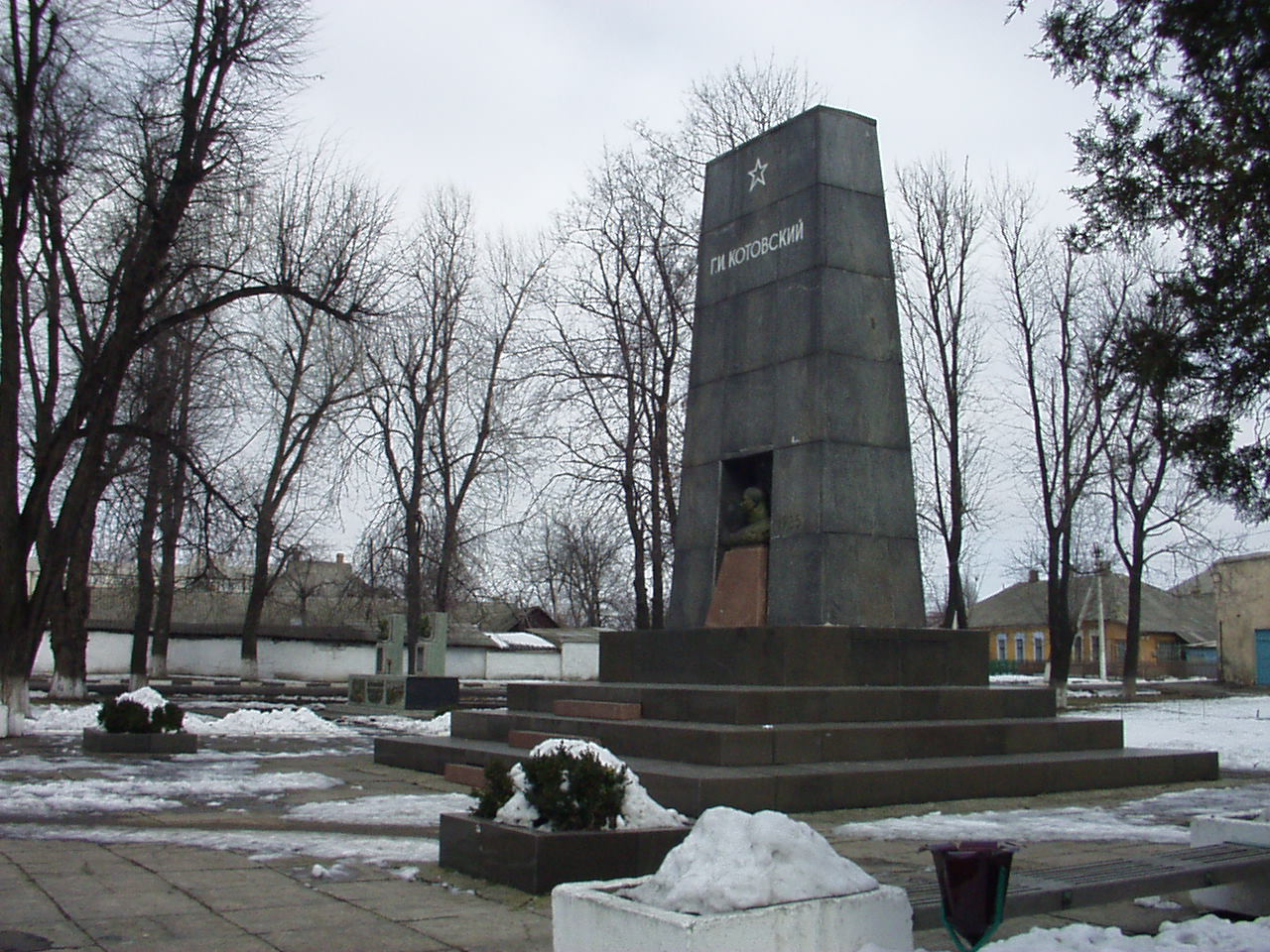
Mauzoleum z mumią Kotowskiego w Podolsku na Ukrainie

Grigorij Iwanowicz Kotowski (ros. Григорий Иванович Котовский, ur. 12 czerwca?/24 czerwca 1881 w Hîncești, zm. 6 sierpnia 1925 w Czabance) – dowódca Armii Czerwonej, działacz komunistyczny. Bywa nazywany „Robin Hoodem rewolucji”.

## Życiorys
Syn mieszczanina Iwana Nikołajewicza Kotowskiego, zrusyfikowanego, prawosławnego Polaka, lub być może, Ukraińca pochodzącego z Podola i Rosjanki Akuliny Romanowej. Sam Kotowski twierdził, że jego rodzina należała do podolskiej szlachty, a dziadek został pozbawiony majątku za udział w powstaniu.
Osieroconym w wieku 16 lat Kotowskim zajęli się zamożni chrzestni, którzy zapewnili mu kształcenie w szkole rolniczej. Po jej ukończeniu w 1900 roku pracował jako pomocnik ekonoma w kilku majątkach. Dopuścił się czynów kryminalnych, za które był kilkukrotnie aresztowany. W 1905 roku uchylającego się od służby wojskowej Kotowskiego po raz kolejny aresztowano i przydzielono do pułku piechoty stacjonującego w Żytomierzu.
Kotowski zdezerterował krótko po dotarciu do wojska. Zorganizował oddział, który napadał na majątki. Aresztowany w styczniu 1906 roku w Kiszyniowie, uciekł pół roku później. Pod koniec 1906 roku aresztowany ponownie i skazany na zesłanie i 12 lat ciężkich robót. Uciekł z Syberii w 1913 i po powrocie do Mołdawii znów zorganizował grupę przestępczą. W 1915 jego banda przeszła do rabowania urzędów i banków.
25 czerwca 1916 został złapany w zasadzce i następnie skazany na karę śmierci. W celi śmierci napisał jednak list do żony generała Brusiłowa, w którym prosił o łaskę i wysłanie na front. Prośba została spełniona po abdykacji cara i amnestii ogłoszonej przez Rząd Tymczasowy. W maju 1917 roku trafił na front rumuński, gdzie odznaczył się odwagą. Na froncie przystąpił do lewicowych eserowców i został wybrany do rady żołnierskiej. Z tej racji komitet Rumczerod zlecił jego oddziałowi opanowanie porządku w Kiszyniowie.
Brał aktywny udział w rosyjskiej wojnie domowej po stronie bolszewików. Od stycznia do marca 1918 dowodził bolszewickim oddziałem tyraspolskim, od czerwca 1918 – brygadą kawalerii 45 Dywizji Strzeleckiej. Od stycznia 1920 dowodził brygadą kaukaską, walczącą na Kaukazie i Ukrainie. Brał udział w operacji odeskiej w lutym 1920 r., rozbijając pod Odessą wycofujące się z zajętego już przez czerwonych miasta jednostki białych. Następnie jego brygada brała udział w wojnie polsko-bolszewickiej.
Od grudnia 1920 dowodził 17 Dywizją Kaukaską, zaś od września 1921 9 Dywizją Kaukaską, a w październiku 1922 został dowódcą 2 Korpusu Kaukaskiego. Uczestniczył w tłumieniu powstania Machny oraz powstania Antonowa w guberni tambowskiej.
Kotowski został zastrzelony 6 sierpnia 1925 podczas wakacji w Czabance koło Odessy. Do zabójstwa przyznał się Mejer Zajder, szef ochrony zakładów cukierniczych, związany z odeskim światem przestępczym. Okoliczności śmierci Kotowskiego, a następnie jego mordercy, pozostają niejasne i są przedmiotem spekulacji.
Ciało zabitego Kotowskiego zostało zmumifikowane i umieszczone w mauzoleum zbudowanym w mieście Birzuła (dziś Podolsk). Był to jedyny przypadek, poza samym Leninem, takiego uhonorowania przywódcy w ZSRR.

## Upamiętnienie

### Miasta
Na jego cześć trzy miasta w ZSRR uzyskały nazwę Kotowsk:
- 1935: dawna Birzuła w ówczesnej Mołdawskiej ASRR, współczesny Podolsk na Ukrainie
- 1940: Hîncești w ówczesnej Mołdawskiej SRR, obecnie pod historyczną nazwą w Mołdawii
- 1940: Kotowsk w Rosji

### Wojsko
Muzeum sztabu brygady kawaleryjskiej dowodzonej przez Kotowskiego działa w Tyraspolu, w budynku, który Kotowski zajmował w lutym 1920 r..

### Filmy
- P.K.P. (Piłsudski kupił Petlurę, 1926)
- Kotowski (1942)
- Eskadra wycofuje się na zachód (1965)
- Ostatni hajduk (1972)
- Wilczym śladem (1976)
- Wielka mała wojna (1980)
- Kotowski (serial, 2010)